# Вартиайнен, Пертту
Пе́ртту Та́пио Ва́ртиайнен (фин. Perttu Tapio Vartiainen; 17 мая 1953, Липери, Куопио — 30 июля 2017, Йоэнсуу, Восточная Финляндия) — финский учёный-географ, последний ректор Йоэнсууского (1998—2010) и первый ректор объединённого Восточнофинляндского университетов (2010—2014), профессор, почётный доктор Петрозаводского университета (2009).

## Биография
В 1976 году получил степень магистра философии в Йоэнсууском университете. Там же в 1978 году получил степень лиценциата, а в 1984 году степень доктора.
Работал в Йоэнсууском университете ассистентом и преподавателем кафедры географии, а с 1986 по 1993 год — доцентом.
С 1993 года был профессором географии планирования Хельсинкского университета, а с 1994 года — профессором социальной географии Йоэнсууского университета.
В 1998 году был избран ректором Йоэнсууского университета, а в октябре 2009 года — ректором объединённосго Восточнофинляндского университета.
В 2011 году Министерство иностранных дел Финляндии признало присвоенное Вартиайнену звание почётного консула Чили, определив находящимися под его юрисдикцией регионы Южное Саво, Северное Саво и Северная Карелия.

## Награды
- Почётный доктор ПетрГУ (2009)